# Gamle Fredrikstad Stadion
Gamle Fredrikstad Stadion – nieistniejący już stadion piłkarski w Fredrikstad, w Norwegii. Obiekt mógł pomieścić 10 500 widzów. Istniał w latach 1914–2011.

## Historia
Stary stadion we Fredrikstad został otwarty w 1914 roku i służył jako arena domowa klubu Fredrikstad FK. Zespół ten w okresie użytkowania obiektu dziewięciokrotnie sięgnął po mistrzostwo Norwegii i jedenastokrotnie po puchar Norwegii. Od sezonu 2007 piłkarze Fredrikstad FK swoje spotkania rozgrywają na nowo wybudowanym Fredrikstad Stadion. Stary obiekt rozebrano w 2011 roku, by zrobić miejsce pod osiedle mieszkaniowe. Na stadionie dwukrotnie (w latach 1915 i 1921) odbyły się lekkoatletyczne mistrzostwa Norwegii. Dwukrotnie swoje spotkania rozegrała na nim również piłkarska reprezentacja Norwegii (10 września 1922 roku z Danią – 3:3 i 10 października 1926 roku z Polską – 3:4); mecz Norwegii z Polską był pierwszym w historii spotkaniem obu reprezentacji.